# Альбрехт, Рафаэль
Хосе Рафаэль Альбрехт  (исп. José Rafael Albrecht; 23 августа 1941, Сан-Мигель-де-Тукуман — 3 мая 2021, Буэнос-Айрес, Аргентина) — аргентинский футболист, защитник. Мастер персональной опеки, пенальтист.

## Карьера
Профессиональную карьеру начал в 1957 году в «Атлетико Тукуман», с которым провёл 2 сезона, сыграв 70 матчей. Следующие 2 сезона играл за «Эстудиантес», в котором провёл аж 229 матчей и забил 56 голов. В 1962 году перешёл в «Сан-Лоренсо де Альмагро», в то время это была сильная команда в Аргентине. В 1968 выиграли, не проиграв не одного матча. Рафаэль до сих пор считается одним из лучших пенальтистов в мире. В «Сан-Лоренсо» Альбрехт пробыл 7 сезонов и сыграл 293 игры, забив 66 мячей. В 1970 году на 4 года перешёл в мексиканский «Леон». Рафаэль помог клубу выиграть пару национальных трофеев. Завершил карьеру в сезоне 1974/75, играя за «Атлас». Альбрехт в общей сложности сыграл 506 матчей и забил 95 мячей, что позволило ему занять 7-е место в списке забивных защитников по версии IFFHS.
В сборной Аргентине Рафаль провёл 39 матчей и забил 3 мяча. Вице-чемпион Чемпионата Южной Америки 1967 (гол в ворота сборной Парагвая). Участник двух чемпионатов мира: 1962, 1966.

## Достижения

### Сан-Лоренсо
- Чемпион Аргентины: 1968 М

### Леон
- Чемпион Мексики: 1970/71, 1971/72